# Elaenia obscura
Az Elaenia obscura a madarak osztályának verébalakúak (Passeriformes) rendjébe a királygébicsfélék (Tyrannidae) családjába tartozó faj.

## Rendszerezése
A fajt Alcide d’Orbigny és Frédéric de Lafresnaye írták le 1837-ben, a Muscipeta nembe Muscipeta obscura néven.

## Alfajai
Alfaját egyes szervezetek leválasztották, önálló faja.
- Elaenia obscura obscura (Orbigny & Lafresnaye, 1837)
- Elaenia obscura sordida Zimmer, 1941[2] vagy Elaenia sordida[4]

## Előfordulása
Az Andokban, Argentína, Bolívia, Ecuador és Peru területén honos. Természetes élőhelyei a szubtrópusi és trópusi síkvidéki és hegyi esőerdők, cserjések, valamint  másodlagos erdők. Állandó nem vonuló faj.

## Megjelenése
Testhossza 16 centiméter, testtömege 24-27 gramm.

## Életmódja
Rovarokkal és bogyókkal táplálkozik.

## Természetvédelmi helyzete
Az elterjedési területe rendkívül nagy, egyedszáma pedig stabil. A Természetvédelmi Világszövetség Vörös listáján nem fenyegetett fajként szerepel.